# Логинов, Андрей Николаевич
Андрей Николаевич Логинов (род. 6 августа 1972, Воскресенский) — советский и российский хоккеист, защитник. Мастер спорта России. Тренер.

## Биография
Воспитанник воскресенского «Химика», первый тренер Анатолий Стрельцов. Выступал за команды «Буран» Воронеж (1990/91 — 1992/93), «Химик» (1993/94 — 1999/2000, 2005/06), «Крылья Советов» (2000/01), ХК ЦСКА и «Витязь» Подольск (2001/02), «Нефтяник» Альметьевск (2002/03 — 2004/05), «Гомель» и «Гомель-2» (Беларусь, 2005/06, по одному матчу), «Рязань» (2005/06 — 2009/10), «Титан» Клин (2010/11).
Тренер в московских школах «Снежные барсы» (2013—2022) и «Пингвины» (2022—2024). Тренер в команде НМХЛ МХК «Рязань-ВДВ» (2024/25).